# Neuillé-Pont-Pierre
Neuillé-Pont-Pierre és un municipi francès, situat al departament de l'Indre i Loira i a la regió de Centre – Vall del Loira. L'any 2007 tenia 1.957 habitants.

## Demografia

### Població
El 2007 la població de fet de Neuillé-Pont-Pierre era de 1.957 persones. Hi havia 747 famílies, de les quals 166 eren unipersonals (65 homes vivint sols i 101 dones vivint soles), 272 parelles sense fills, 252 parelles amb fills i 57 famílies monoparentals amb fills.
La població ha evolucionat segons el següent gràfic:
Habitants censats

### Habitatges
El 2007 hi havia 810 habitatges, 755 eren l'habitatge principal de la família, 30 eren segones residències i 25 estaven desocupats. 679 eren cases i 129 eren apartaments. Dels 755 habitatges principals, 484 estaven ocupats pels seus propietaris, 256 estaven llogats i ocupats pels llogaters i 15 estaven cedits a títol gratuït; 6 tenien una cambra, 51 en tenien dues, 133 en tenien tres, 207 en tenien quatre i 358 en tenien cinc o més. 532 habitatges disposaven pel capbaix d'una plaça de pàrquing. A 290 habitatges hi havia un automòbil i a 391 n'hi havia dos o més.

### Piràmide de població
La piràmide de població per edats i sexe el 2009 era:
| Homes | Edats   | Dones |
| ----- | ------- | ----- |
| 0     | 95 o +  | 12    |
| 4     | 90 a 94 | 16    |
| 0     | 85 a 89 | 12    |
| 12    | 80 a 84 | 12    |
| 40    | 75 a 79 | 16    |
| 32    | 70 a 74 | 44    |
| 36    | 65 a 69 | 44    |
| 48    | 60 a 64 | 68    |
| 28    | 55 a 59 | 32    |
| 52    | 50 a 54 | 44    |
| 60    | 45 a 49 | 60    |
| 68    | 40 a 44 | 56    |
| 52    | 35 a 39 | 88    |
| 64    | 30 a 34 | 64    |
| 56    | 25 a 29 | 40    |
| 56    | 20 a 24 | 56    |
| 56    | 15 a 19 | 60    |
| 104   | 10 a 14 | 60    |
| 52    | 5 a 9   | 60    |
| 44    | 0 a 4   | 32    |

## Economia
El 2007 la població en edat de treballar era de 1.217 persones, 941 eren actives i 276 eren inactives. De les 941 persones actives 863 estaven ocupades (469 homes i 394 dones) i 79 estaven aturades (29 homes i 50 dones). De les 276 persones inactives 94 estaven jubilades, 94 estaven estudiant i 88 estaven classificades com a «altres inactius».

### Ingressos
El 2009 a Neuillé-Pont-Pierre hi havia 795 unitats fiscals que integraven 1.937 persones, la mediana anual d'ingressos fiscals per persona era de 17.694 €.

### Activitats econòmiques
Dels 94  establiments que hi havia el 2007, 1 era d'una empresa extractiva, 2 d'empreses alimentàries, 1 d'una empresa de fabricació d'elements pel transport, 5 d'empreses de fabricació d'altres productes industrials, 15 d'empreses de construcció, 18 d'empreses de comerç i reparació d'automòbils, 7 d'empreses de transport, 5 d'empreses d'hostatgeria i restauració, 5 d'empreses financeres, 3 d'empreses immobiliàries, 12 d'empreses de serveis, 9 d'entitats de l'administració pública i 11 d'empreses classificades com a «altres activitats de serveis».
Dels 34 establiments de servei als particulars que hi havia el 2009, 1 era una oficina d'administració d'Hisenda pública, 1 gendarmeria, 1 oficina de correu, 1 una oficina bancària, 1 funerària, 3 tallers de reparació d'automòbils i de material agrícola, 1 taller d'inspecció tècnica de vehicles, 1 paleta, 6 guixaires pintors, 2 fusteries, 3 lampisteries, 1 electricista, 4 perruqueries, 2 veterinaris, 2 restaurants, 1 agència immobiliària i 3 salons de bellesa.
Dels 7 establiments comercials que hi havia el 2009, 1 era, 1 un hipermercat, 2 fleques, 1 una botiga de roba, 1 una botiga de material de revestiment de parets i terra i 1 una joieria.
L'any 2000 a Neuillé-Pont-Pierre hi havia 37 explotacions agrícoles que ocupaven un total de 2.070 hectàrees.

## Equipaments sanitaris i escolars
L'únic equipament sanitari que hi havia el 2009 era una farmàcia.
El 2009 hi havia 1 escola maternal i 2 escoles elementals. Neuillé-Pont-Pierre disposava d'un col·legi d'educació secundària amb 447 alumnes.

## Poblacions més properes
El següent diagrama mostra les poblacions més properes.